# João Prestes Barreto da Fontoura
João Prestes Barreto da Fontoura (Porto Alegre, ca. 1780 — 29 de maio de 1842) foi um político brasileiro.
Foi deputado à Assembleia Legislativa Provincial de Santa Catarina na 1ª legislatura (1835 — 1837), e na 2ª legislatura (1838 — 1839), porém não assumiu.